# 小行星9049
小行星9049（英語：9049）是一颗围绕太阳公转的小行星。1991年9月12日，亨利·E·霍爾特在帕洛马山发现了此天体。
这颗小行星的绝对星等为212.504098609194等。